# Hugh McInnes
Hugh McInnes VC (outubro de 1815 - 7 de dezembro de 1879) foi um escocês condecorado com a Cruz Vitória.

## Detalhes
McInnes tinha cerca de 42 anos e era um artilheiro da Artilharia de Bengala, Exército de Bengala, durante o motim indiano de 1857, quando, durante o cerco de Lucknow, os seus actos de galantaria valeram-lhe a condecoração.